# Sparganothis sullivani
Sparganothis sullivani es una especie de polilla del género Sparganothis, categorizada en la tribu Sparganothini, de la subfamilia Tortricinae.
Fue descrita por Powell & Brown en 2012 y publicada en The Moths of North America 8.1: 76.

## Distribución
Se distribuye por América del Norte: Estados Unidos, en el estado de Carolina del Norte, en Pender Co., Holly Shelter Gamelands.